# The Girlfriend
The Girlfriend est une série télévisée réalisée par Robin Wright, dont la diffusion est prévue le 10 septembre 2025 sur Prime Video.
Il s’agit de l'adaptation du roman La petite amie de l'autrice britannique Michelle Frances, publié en 2017.

## Synopsis
Laura pensait avoir tout pour être heureuse : une carrière réussie, un mari aimant et un fils qu’elle protège farouchement. Mais quand Daniel présente Cherry, sa nouvelle petite amie, quelque chose en elle vacille. Derrière le sourire éclatant de la jeune femme, Laura croit percevoir une menace. Est-ce l’instinct d’une mère… ou les délires d’une femme prête à tout pour ne pas perdre son fils ?

## Distribution
- Robin Wright : Laura
- Olivia Cooke : Cherry Laine
- Laurie Davidson : Danny
- Waleed Zuaiter : Howard
- Anna Chancellor : Lilith
- Francesca Corney : Millie
- Shalom Brune-Franklin : Brigitte
- Karen Henthorn : Tracey
- Leo Suter : Nicholas
- Tanya Moodie : Isabella